# 13 in de oorlog
13 in de oorlog is een jeugdprogramma van de NPS, uitgezonden op NPO Zapp. De serie gaat over jongeren in de Tweede Wereldoorlog. Het programma wordt gepresenteerd door Lisa Wade. In de gespeelde delen van elke aflevering staat telkens de oorlogsbeleving van een 13-jarige centraal. Tegelijk met de 13 in de oorlog startte ook een programma bedoeld voor een volwassen publiek genaamd De Oorlog. Het programma werd geproduceerd door de NPS en zij heeft de originele uitzendingen ook uitgezonden. Na de overgang van NPS naar NTR worden de afleveringen nu door die omroep uitgezonden. Tot nu toe wordt het elk jaar herhalingen van uitgezonden ter herinnering van de bevrijding van Nederland en de vrede.

## Afleveringen
| Nr. | Titel             | Uitzending       |
| --- | ----------------- | ---------------- |
| 1   | Een stad in brand | 25 oktober 2009  |
| 2   | Bezetting         | 1 november 2009  |
| 3   | NSB               | 8 november 2009  |
| 4   | Engeland          | 15 november 2009 |
| 5   | Verraad en Verzet | 22 november 2009 |
| 6   | Joden             | 29 november 2009 |
| 7   | Gewapend verzet   | 6 december 2009  |
| 8   | Vernietiging      | 13 december 2009 |
| 9   | Arnhem            | 20 december 2009 |
| 10  | Hongerwinter      | 27 december 2009 |
| 11  | Indië             | 3 januari 2010   |
| 12  | Bevrijding        | 10 januari 2010  |
| 13  | Na de oorlog      | 17 januari 2010  |

## Acteurs
A
- Selma Copijn - Aflevering 'Joden' en 'Vernietiging' - Roos van Gennep

B
- Jolanda van den Berg - Aflevering 'Bevrijding' - Tineke
- Peer van den Berg - Aflevering 'Hongerwinter' - controle-ambtenaar
- Willem van den Berge - Aflevering 'Een stad in brand' - Gerd
- Tijl Bolhuis - Aflevering 'Arnhem' - Joost Haveman
- Joost Bolt - Aflevering 'De bezetting' - Werner
- Ruben Brinkman - Aflevering 'Hongerwinter' - Landwachter
- Ronald de Bruin - Aflevering 'Vernietiging' - Kampmedewerker 1
- Hajo Bruins - Aflevering 'Verraad en Verzet' - Dries Kooiman
- Hunter Bussemaker - Aflevering 'Engeland' - Louis
- Reinout Bussemaker - Aflevering 'De bezetting' - Gerard de Vries

D
- Margo Dames - Aflevering 'Indië' - Madeleine de Klerk
- Thomas Deelen - Aflevering 'Gewapend verzet' - Kantoorchef
- Chris Dekkers - Aflevering 'Na de oorlog' - Marie
- Ernst Dekkers - Aflevering 'Bevrijding' - Verzetsman

E
- Anke Engels - Aflevering 'Een stad in brand' - Catharina Verweij
- Gaston van Erven - Aflevering 'Verraad en Verzet' - Gerrit Mulder

F
- Thijs Feenstra - Aflevering 'NSB' - Vader de Ruiter
- Martijn Fischer - Aflevering 'Engeland' - Vader Vos

G
- Gonny Gaakeer - Aflevering 'De bezetting' - Thea de Vries
- Roel Goudsmit - Aflevering 'Gewapend verzet' - SD'er
- René Groothof - Aflevering 'Vernietiging' - Alex Offenbach

H
- Hugo Haenen - Aflevering 'Joden' en 'Vernietiging' - Max van Gennep
- Bas Hoeflaak - Aflevering 'Een stad in brand' - Theo Verweij
- Lotte van der Hoek - Aflevering 'Joden' - Gerda Veldman

J
- Herman de Jongh - Aflevering 'Gewapend verzet' - Kantoorklerk

K
- Hugo Klein Haneveld - Aflevering 'Hongerwinter' - Toon van Schie
- Hugo Koolschijn - Aflevering 'Bevrijding' - Gunter

L
- Geert Lageveen - Aflevering 'Verraad en Verzet' - Nico Faasen
- Joep van Lieshout - Aflevering 'Een stad in brand' - Dirk Verweij
- Noa van Loon - Aflevering 'Joden' - Kaat van Gennep

M
- Ellis van Maarseveen - Aflevering 'NSB' - Moeder de Ruiter
- Felix Mispelblom Meyer - Aflevering 'Indië' - Christiaan de Klerk

N
- Sigrid ten Napel - Aflevering 'Verraad en Verzet' en 'Gewapend verzet' - Els Mulder
- Rick Nicolet - Aflevering 'Arnhem' - Riet Haveman
- Gijs Nollen - Aflevering 'Na de oorlog' - Canadees

O
- Jasper Oldenhof - Aflevering 'Bevrijding' - Jurgen
- Eline van Oorsouw - Aflevering 'Hongerwinter' - Jopie van Schie
- Ayal Oost - Aflevering 'Gewapend verzet' - René
- Jasper van Overbruggen - Aflevering 'Vernietiging' - Kampmedewerker 2
- Folmer Overdiep - Aflevering 'Na de oorlog' - Bram

P
- Klemens Patijn - Aflevering 'Verraad en Verzet' - Duitse soldaat
- Mees Peijnenburg - Aflevering 'NSB' - Marinus Berger
- Jorik Prins - Aflevering 'Engeland' - Pieter Vos

R
- Ruben Renet - Aflevering 'Na de oorlog' - David
- Aram van de Rest - Aflevering 'Arnhem' - Duitse soldaat
- Mike Reus - Aflevering 'Joden' - Arnold Veldman
- Jesse Rinsma - Aflevering 'NSB' - Corry de Ruiter

S
- Boris Saran - Aflevering 'Bevrijding' - Oskar
- Helge Slikker - Aflevering 'Arnhem' - Britse korporaal
- Michel Sluysmans - Aflevering 'Engeland' - Ondervrager
- Twan Snuverink - Aflevering 'De bezetting' - Hans de Vries
- Frans Stam - Aflevering 'Hongerwinter' - Boer
- Sammy Stasse - Aflevering 'Hongerwinter' - Marie van Schie
- Derk Stenvers - Aflevering 'Verraad en Verzet' - Albert
- Marleen Stolz - Aflevering 'Joden' en 'Vernietiging' - Therees van Gennep
- William Sutton - Aflevering 'Arnhem' - Britse luitenant

T
- Hiromi Tojo - Aflevering 'Indië' - Japanse officier
- Ronald Top - Aflevering 'Na de oorlog' - Veenstra

W
- Lisa Wade - Presentatrice
- Marieke van Weelden - Aflevering 'Hongerwinter' - moeder van Schie
- Sophie van Winden - Aflevering 'Na de Oorlog' - Christina
- Joop Wittermans - Aflevering 'Arnhem' - Gerrit Haveman
- Mads Wittermans - Aflevering 'Gewapend verzet' - Henk Post
- Tessa Wowor - Aflevering 'Indië' - Dewi

Z
- René van Zinnicq Bergmann - Aflevering 'Indië' - Otto de Klerk

## Emmy nominatie
- De serie was genomineerd voor een Emmy Award, maar viel niet in de prijzen.[1]